# Droga krajowa B207 (Niemcy)
Droga krajowa nr 207 (niem. Bundesstraße 207, B 207) – niemiecka droga krajowa w Szlezwiku-Holsztynie i Hamburgu. Zaczyna się ona w Hamburgu w dzielnicy Bergedorf krzyżując się z drogą krajową B5 a kończy się w Puttgarden blisko przeprawy promowej z Danią.
Droga krajowa 207n (niem. Bundesstraße 207n, B 207n) to 8 kilometrowa, oddana do użytku 17 grudnia 2007 r. droga, która przebiega przez teren miasta z północy na południe od skrzyżowania z drogą B75 w Lubece jako łącznik z lotniskiem do autostrady A20 na węźle Lübeck-Süd (Flughafen) w Szlezwiku-Holsztynie.

## Opis trasy
Obecnie droga krajowa nr 207 jest podzielona na dwie części :
- Pierwsza część biegnie od Puttgarden mostem Fehmarnsundbrücke do Oldenburga w Holsztynie
- Druga część trasy B207 zaczyna się w Lubece i biegnie w kierunku jeziora Ratzeburger wzdłuż parku narodowego Lauenburgi do Hamburga.

## Trasy europejskie

### Dawne
Do połowy lat 80. arteria na odcinku Lubeka – Puttgarden była częścią ówczesnej drogi międzynarodowej E4.

### Obecne
Obecnie pomiędzy Puttgarden a Heiligenhafen pokrywa się z przebiegiem trasy europejskiej E47.